# Боденмайс
Боденмайс (нем. Bodenmais) — ярмарочная община в Германии, в Республике Бавария.
Община расположена в правительственном округе Нижняя Бавария в районе Реген. Население составляет 3338 человек (на 31 декабря 2010 года). Занимает площадь 45,28 км².

## Общие сведения
Город расположен на высоте 700 м над уровнем моря к юго-востоку от массива горы Арбер. Город в XV переживал экономический расцвет, связанный с обнаружением в недрах горы Зильберберг серебряной руды.
Затем в городе, почти с открытием залежей руды, жители освоили производство изделий из стекла, составляющее в настоящее время важную статью в экономике города.
Много специалистов в этой области промышленности переселились в город после Второй мировой войны из рядом лежащих областей Богемии, также издана работающих в этой области. Предприимчивые горожане придали стеклоделию характер занимательного аттракционы и в местечке Арнбрук построили около мастерской по производству художественных изделий из стекла ряд развлекательных павильонов с экспозицией создаваемой продукции (нем. Das Glasdorf).

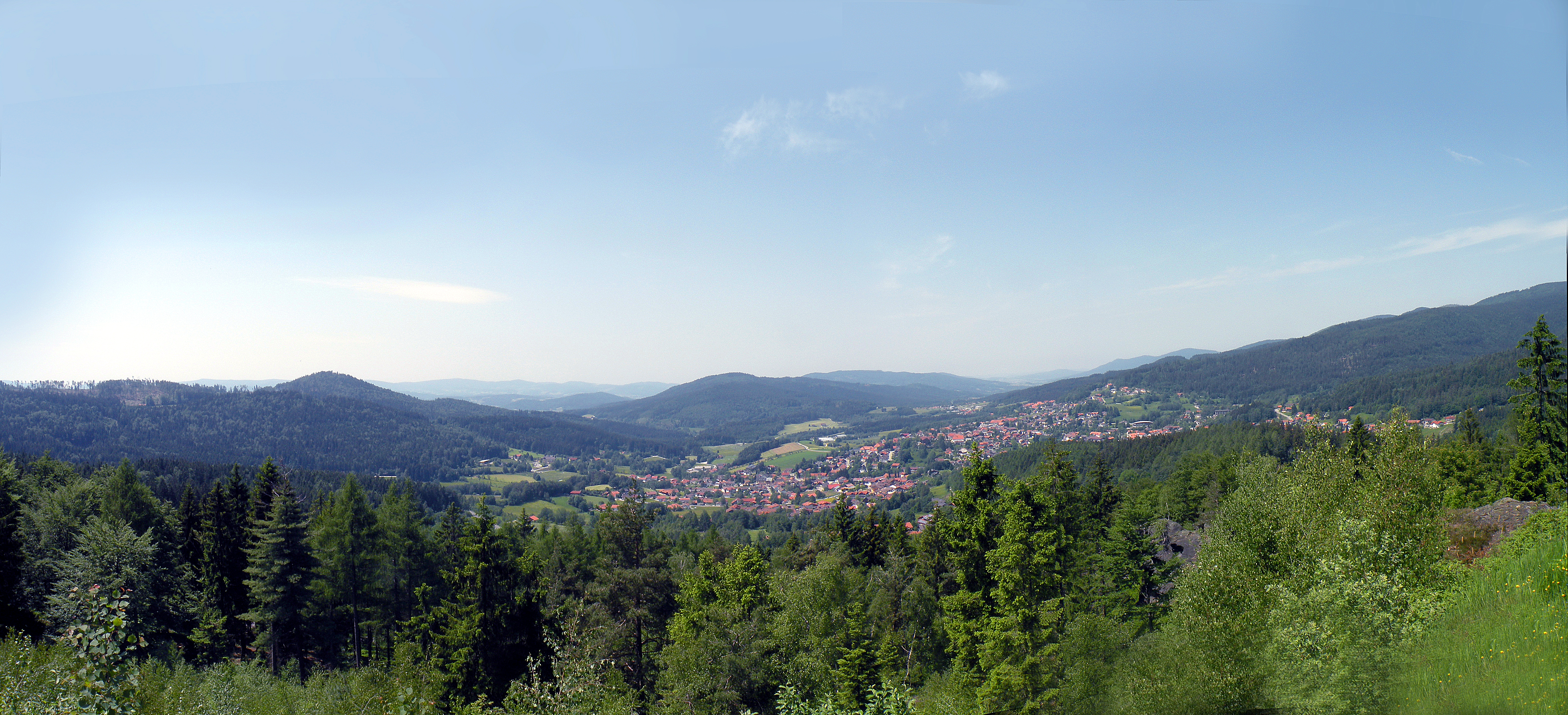
Вид с горы на город

К юго-востоку от города находится гора Зильберберг (955 м), на которую можно в любое время года подняться на кресельном подъёмнике, что делает город привлекательным и для горнолыжников в зимнее время. Закрытый ныне рудник представляет собой не только привлекательный аттракцион, но и, благодаря своему целебному воздуху, место для лечения заболеваний органов дыхания.

## Население
По оценке на 31 декабря 2015 года население общины Боденмайс составляет 3397 чел. 

| Дата      | 1840 | 1871 | 1900 | 1925 | 1939 | 1950 | 1961 | 1970 | 1987 | 2011 |
| --------- | ---- | ---- | ---- | ---- | ---- | ---- | ---- | ---- | ---- | ---- |
| Население | 1504 | 1759 | 1928 | 2635 | 3046 | 3700 | 3364 | 3288 | 3331 | 3273 |

| Год       | 1960 | 1970 | 1980 | 1990 | 2000 | 2009 | 2010 | 2011 | 2012 | 2013 | 2014 | 2015 |
| --------- | ---- | ---- | ---- | ---- | ---- | ---- | ---- | ---- | ---- | ---- | ---- | ---- |
| Население | 3400 | 3249 | 3445 | 3488 | 3427 | 3328 | 3338 | 3275 | 3270 | 3299 | 3285 | 3397 |